# تاشده
تاشده، روستایی است از توابع بخش مرکزی شهرستان مینودشت در استان گلستان ایران. مردم روستا کشاورز … محصول آنها توتون، و گندم، و جو، و دامپروری است و به زبان تاتی و فارسی صحبت می‌کنند. مردم مهمان نواز هستند و همه مردم روستا باهم فامیل و وابسته به هم هستند. هوای این روستا همیشه معتدل هست و برق، گاز، تلفن و آب آشامیدن دارد. پایین روستا رودخانه ای برای شنا کردن هست وبالای روستا به کوه قلعه معروف به قله هست وجنگل با حال واز درختان آلوچه و کندسو و لیک و خرما وحشی و بعضی جاهای جنگل زیره است. سنگین علف و علرزوبه سبزی جنگلی معروف است. آبشار یکی به فاصله ۱۰۰۰متری روستا به طرف پلنگر وویکی دیگر آبشار قلعه به فاصله ۱۵۰۰متری است و بالای روستابه فاصله ۲۰۰متری یک چمن که حداقل چهار هکتار می‌شود وبالا چمن چشمه تروتمیز است وجان می‌دهد که شب آن جا چادر بزنید وشب را صبح کنید وجنگل سرسبز دور روستا را به نمایش گرفته‌است..

## جمعیت
این روستا در دهستان کوهسارات قرار داشته و بر اساس سرشماری سال ۱۳۹۷ جمعیت آن ۴۵۰ نفر (۸۵خانوار)
بوده‌است.
نام خانوادگی اکثر مردم این روستا "فرامرزی" است البته یکی دو خانواده حسینی و وزیری هم دارد.
شغل اکثر مردم این روستا کشاورزی و دامداری است، کشت توتون و گندم اصلی‌ترین کشت در این روستا و روستاهای اطراف می‌باشد.
اکثر خانواده‌ها چند گاو رسمی دارند که آنها را روزانه برای چرا به جنگل می‌فرستند، یکی دو گله گوسفند هم وجود دارد.
در سالهای اخیر با سخت‌گیری‌های اداره جنگل‌بانی و جلوگیری اداره مذکور از رفتن دام‌ها به جنگل دام‌ها رو به کم شدن است و بعضی لقایش را به بقایش بخشیده‌اند.
دومین روستا در جاده منتهی به دوزین که مرکز دهستان کوهسارات است می‌باشد. از اول جاده روستاها عبارتند از: قلی تپه، تاشده، پلنگر، توسکاچال، صفی‌آباد، دوزین. یک مدسه ابتدایی به نام ۱۹ دی و یک مسجد به نام امام حسن مجتبی (ع) در این روستا بناست و رونق دارد.
دین همه مردم این روستا و روستاهای اطراف اسلام و شیعه جعفری اثنا عشری است؛ و مراسم مذهبی در این روستا در ماه‌های محرم و صفر و ماه مبارک رمضان و اعیاد و ایام اسلامی به کمک و همت اهالی بسیج و هیئت در مسجد روستا برگزار می‌گردد.
نزدیک‌ترین شهر شهر گالیکش در ۷ یا ۸ کیلومتری این روستا واقع است و تا شهر مینودشت که مرکز شهرستان است ۱۳ کیلومتر فاصله دارد.
این روستا در درون جنگل واقع شده و رودخانه همیشگی در پایین روستا قراد دارد.
بقیه امکانات روستا عبارتند از: دو مغازه برای مایحتاج اهالی، یک نانوایی بربری، گازرسانی شده برای همه خانه‌ها، تلفن با پیش‌شماره ۰۱۷۳۵۲۰، غسال خانه و در حال پیشرفت هست، با اجازه گرفتن از منابع طبیعی شهرستان مینودشت و اداره جنگلبانی چمن فوتبال در بالای روستا در حال احدث هست. در این روستا بهداشت کاملاً رعایت شده و هیچگونه زباله در اطراف این روستا دیده نمی‌شود.
روستای تاشده با استفاده از سطل زباله در خیابان و کوچه‌ها زباله‌های خود را جمع‌آوری و به جایگاه زباله در شهرستان آزادشهر منتقل می‌کنند.